# Jose Joya
Jose Joya (3 juni 1931-1995) was een Filipijns beeldend kunstenaar. Joya ontwikkelde in de loop der tijd een geheel eigen stijl, waarbij hij bekendstond als abstracte expressionist. In zijn werk werd hij sterk beïnvloed door de tropische landschappen van zijn vaderland. Behalve als kunstschilder was hij ook op andere vlakken actief. Zo werkte hij ook met druktechniek en ontwierp hij keramiek. Joya werd in 2003 door president Gloria Macapagal-Arroyo benoemd tot Nationaal kunstenaar van de Filipijnen.

## Werken
Enkele van zijn belangrijkste werken waren:
- Barter of Panay (1948)
- Christ Stripped of His Clothes (1954)
- Granadean Arabesque (1958)
- Nanking
- Venice Biennial (1964)
- Dimensions of Fear (1965)
- Vista Beyond Vision (1981)
- Torogan (1985)
- Playground of the Mind (?)

- International Standard Name Identifier: 0000 0000 8225 2180
- Library of Congress Control Number: n78057034
- Nederlandse Thesaurus van Auteursnamen: 28482139X
- RKD-Nederlands Instituut voor Kunstgeschiedenis: 343459
- Virtual International Authority File: 48021640
- WorldCat: E39PBJjHd8wMCrwbyqdVG8vrbd